# The Track Walker
The Track Walker è un cortometraggio muto del 1911. Il nome del regista non viene riportato nei credit del film che, prodotto dalla Reliance Film Company, aveva come interpreti Henry B. Walthall, Ruth Robinson, Mace Greenleaf.

## Trama
Smith, geloso di Willis, un addetto ai binari delle ferrovie che gli ha soffiato la donna amata, progetta di rovinarlo e di fargli perdere il lavoro. Assoldati due tipi tosti, prende Willis che viene saldamente legato. Mentre i due guardiaspalle controllano Willis, Smith gli prende la chiave che serve per controllare i binari e li blocca, deciso a fare deragliare il treno. I due scagnozzi si rendono conto dalla gravità della situazione e fuggono via. Willis riesce a liberarsi i polsi con una sigaretta caduta a terra. Mentre il treno sta arrivando, si strappa la camicia e, ferendosi, la intinge con il suo sangue per farne un drappo rosso che si mette a sventolare per fermare il treno. Smith, nel frattempo, si è accorto della sua fuga. Mentre si avvicina, Willis sviene per la ferita. Smith, vedendo il suo atto eroico, si pente e tenta di sbloccare l'interruttore senza riuscirsi. Con la forza della disperazione raggiunge Willis, prende lo straccio rosso agitandolo con tutte le sue forze e riesce a fermare il treno. Quando Willis si riprende, dichiara di non sapere chi gli abbia rubato la chiave e creato quello scompiglio. Mentre il treno riparte, Smith fa le sue umili scuse che vengono accettate da Willis.

## Produzione
Il film venne prodotto dalla Reliance Film Company

## Distribuzione
Distribuito dalla Motion Picture Distributors and Sales Company, il film - un cortometraggio di una bobina - uscì nelle sale cinematografiche degli Stati Uniti l'11 novembre 1911.